# Море Волн
Мо́ре Во́лн (лат. Mare Undarum) — лунное море, расположенное точно к северу от моря Пены на видимой с Земли стороне Луны, между кратером Фирмик и восточным лимбом.

## Описание
Море Волн является одним из самых высоко расположенных лунных озёр в бассейне моря Кризисов, диаметр 243 км.
Окружающий море бассейн сложен породами Нектарского периода, в то время как образующие моря базальты принадлежат Раннеимбрийскому периоду.
В южной части моря расположен кратер Дубяго диаметром 53 км, с юго-востока примыкает кратер Кондорсе P (диаметр 46 км).
Когда немецкий астроном Иоганн Медлер наблюдал данный участок Луны в 1830-x годах, он заметил кривые темные полосы на поверхности моря Волн, что привело ученого к ложным выводам о наличии растительности на поверхности спутника Земли.

## Упоминание в фантастике
Море Волн упоминается в произведении американского писателя-фантаста Роберта Хайнлайна «Луна — суровая хозяйка» (1966) как место расположения второй лунной катапульты.